# 一般化アペル多項式
数学において、ある多項式列 {\displaystyle \{p_{n}(z)\}} に一般化アペル表現（いっぱんかアペルひょうげん、英: generalized Appell representation）が存在するとは、その多項式の母関数が次の形式を取ることを言う：
{\displaystyle K(z,w)=A(w)\Psi (zg(w))=\sum _{n=0}^{\infty }p_{n}(z)w^{n}.}
ただし母関数あるいは核と呼ばれる {\displaystyle K(z,w)} は、次の級数によって構成される：
{\displaystyle A(w)=\sum _{n=0}^{\infty }a_{n}w^{n}\quad } with {\displaystyle a_{0}\neq 0}
および
{\displaystyle \Psi (t)=\sum _{n=0}^{\infty }\Psi _{n}t^{n}\quad } and all {\displaystyle \Psi _{n}\neq 0}
および
{\displaystyle g(w)=\sum _{n=1}^{\infty }g_{n}w^{n}\quad } with {\displaystyle g_{1}\neq 0.}
上述のように、{\displaystyle p_{n}(z)} が次数 {\displaystyle n} の多項式であることを示すことは難しくない。
より一般的なクラスの多項式として、ボアズ＝バック多項式が挙げられる。

## 特別な場合
- {\displaystyle g(w)=w} とすると、ブレンケ多項式のクラスに属する多項式が得られる。
- {\displaystyle \Psi (t)=e^{t}} とすると、ニュートン多項式のような一般差分多項式を含む多項式のシェファー列が得られる。
- それらを合わせて {\displaystyle g(w)=w} および {\displaystyle \Psi (t)=e^{t}} とすることで、多項式のアペル列（英語版）が得られる。

## 陽的表現
一般化アペル多項式には次の陽的表現が存在する。
{\displaystyle p_{n}(z)=\sum _{k=0}^{n}z^{k}\Psi _{k}h_{k}.}
この定数は
{\displaystyle h_{k}=\sum _{P}a_{j_{0}}g_{j_{1}}g_{j_{2}}\cdots g_{j_{k}}}
で与えられる。ただしこの和は {\displaystyle n} を {\displaystyle k+1} 個に分割するすべての組合せに対して取られる。すなわち、その和は次を満たすすべての {\displaystyle \{j\}} に対して取られる。
{\displaystyle j_{0}+j_{1}+\cdots +j_{k}=n.\,}
アペル多項式に対し、これは次の公式となる。
{\displaystyle p_{n}(z)=\sum _{k=0}^{n}{\frac {a_{n-k}z^{k}}{k!}}.}

## 漸化式
核 {\displaystyle K(z,w)} が {\displaystyle g_{1}=1} に対し {\displaystyle A(w)\Psi (zg(w))} と書くことが出来るための必要十分条件は
{\displaystyle {\frac {\partial K(z,w)}{\partial w}}=c(w)K(z,w)+{\frac {zb(w)}{w}}{\frac {\partial K(z,w)}{\partial z}}}
が成り立つことである。ただし {\displaystyle b(w)} および {\displaystyle c(w)} にはべき級数表現
{\displaystyle b(w)={\frac {w}{g(w)}}{\frac {d}{dw}}g(w)=1+\sum _{n=1}^{\infty }b_{n}w^{n}}
および
{\displaystyle c(w)={\frac {1}{A(w)}}{\frac {d}{dw}}A(w)=\sum _{n=0}^{\infty }c_{n}w^{n}}
が存在する。今
{\displaystyle K(z,w)=\sum _{n=0}^{\infty }p_{n}(z)w^{n}}
を代入することで、次の漸化式が直ちに得られる。
{\displaystyle z^{n+1}{\frac {d}{dz}}\left[{\frac {p_{n}(z)}{z^{n}}}\right]=-\sum _{k=0}^{n-1}c_{n-k-1}p_{k}(z)-z\sum _{k=1}^{n-1}b_{n-k}{\frac {d}{dz}}p_{k}(z).}
ブレンケ多項式の特別な場合として、{\displaystyle g(w)=w} が得られ、したがって {\displaystyle b_{n}=0} が成り立つことから、漸化式は著しく簡易化される。